# 保手濱彰人
保手濱 彰人（ほてはま あきひと、1984年3月23日 - ）は、実業家、著作家、ファンダム！会長。大学在学中に経済産業省後援のビジネスコンテストで優勝し起業。その後、複数の事業立ち上げを経て2014年にダブルエル（現ファンダム！）を創業。日本のポップカルチャー・コンテンツの国際展開に注力する。著書は『武器としての漫画思考』（PHP研究所）。東京都大田区出身。

## 経歴
教科書・参考書をほぼ読まず、漫画を読むだけで東京大学理科一類に現役合格。大学3年生のとき経済産業省後援のビジネスコンテストで優勝し起業、堀江貴文の鞄持ちとして「ガイアの夜明け」に出演、世間に注目される。
2005年、「HOTTEA」を起業。事業内容は「ネットソリューション事業」「メディアサービス事業」「ソーシャルアプリ開発事業」「学生マーケティング事業」「教育ソリューション事業」。その後、共同創業者が全員離脱して、3億円の借金を抱えて倒産間近になった。毎月漫画100冊を読み続け、漫画から学べる組織論を経営に転化。
2014年、ダブルエル（現ファンダム！）社を創業。事業内容は「キャラクターを含むIP（著作物）」「アートソリューション事業」「ライブエンタメ事業」「キャラクターDX事業」。わずか5年で年商30億円を達成した。
2023年、PHP研究所から初の著書『武器としての漫画思考 : 落ちこぼれから東大合格。借金3億から年商30億の逆転社長』を出版。「漫画思考」を身に付けるノウハウ本。「漫画思考」とは、今抱えている課題を右脳（ビジュアル）と左脳（ロジカル）をフル活用して解決していくこと、そして「実感を伴った学び」を得ることで成長のきっかけをつかむことを1冊の本にまとめた。本著の帯には養老孟司、けんすうから推薦文を貰った。
2024年3月、弘法寺の仏道学院を卒業。弘法寺仏道学院は、仏教の神髄を学びながら、社会の中で人々を救うリーダーとしての僧侶を目指す方々の実践的学校。卒業時に「遍彰（へんしょう）」という法名を頂戴した。
現在は、日本のポップカルチャー・コンテンツの国際展開を図ることに注力。 『鬼滅の刃』『チェンソーマン』『東京卍リベンジャーズ』などヒット作の版権ビジネスで急拡大を達成。お土産×キャラクターという切り口で話題となった「ご当地鬼滅の刃」シリーズは年間700万個を売り上げた。

## 人物
- マンガオタクで、1カ月に100冊のマンガを読んでいる[10]。
- 絶望したときに読んでほしい漫画は、輪廻転生をテーマにした作品『スピリットサークル』。主人公は輪廻転生によって7回の人生を生きるが、その過程で、ある人生を利己的に生きて人の大切な物を奪ったがために、次の人生で自分が奪われる側になって絶望の中で死ぬという経験をする内容[5]。
- 漫画に救われた大きな出来事は2つある。1つ目は、高校3年生の時に学年で最下位の成績で、自分に対する絶望感に打ちひしがれていた。大好きな漫画のセリフで「何があっても決してあきらめずに、柔軟に考えて周りを見渡してみなさい」を見つけた。その言葉に励まされ、冷静に状況を見直してみたところ「自分が大好きな漫画を使って勉強すればいいんだ」といった考えに至った。2つ目は、20代でソーシャルゲームの事業を創業した後のこと。当時のソーシャルゲーム市場は非常に競争が激しく、会社の売上が伸び悩んでいました。30歳を迎える頃には、個人保証の付いている借金が3億円にも膨れ上がり、経営は深刻な状況に陥った。会社にはエンジニアを中心に約70名の社員がいたが、2014年の3月末には組織が崩壊し、多くの社員が会社を去り、最終的には売上も社員もゼロになった。そんなとき借金を抱えながらも決して人生を諦めない主人公の物語に深く励まされ、その漫画からどのような絶望的な状況でも必ず抜け出せる道があるのだと教えられた[7]。

## 書籍
- 『武器としての漫画思考 : 落ちこぼれから東大合格。借金3億から年商30億の逆転社長』（PHP研究所、2023年12月8日）　ISBN 978-4569855592

## 出演

### テレビ
- 『日経スペシャル ガイアの夜明け』 若者よ！会社を創れ ～第2の堀江、三木谷は誕生するか？～（2005年11月29日、テレビ東京）[2] - かばん持ちプロジェクト経験者を取材。　※ https://youtube.com/h99FETE

### 雑誌
- 『週刊ダイヤモンド』（ダイヤモンド社）[11]
- 『THE21』（PHP研究所）[12]
- 『Wedge』（東海旅客鉄道）[13]

### インターネット放送
- 『年収チャンネル』（YouTube放送）　※ https://youtube.com/qb1bmOd
- 『都築博志のエンジェル投資家チャンネル』（YouTubeチャンネル）　※ https://youtube.com/M5McNU5
- 『フランチャイズチャンネル』（YouTubeチャンネル）　※ https://youtube.com/bsdrjUNS

ほか